# Fault Bluff
Das Fault Bluff (englisch für Verwerfungsklippe) ist ein 2320 m hohes und markantes Felsenkliff in der antarktischen Ross Dependency. In den Cook Mountains ragt es 15 km nordöstlich des Mount Longhurst auf.
Teilnehmer der Mannschaft zur Erkundung des Darwin-Gletschers bei der Commonwealth Trans-Antarctic Expedition (1955–1958) besuchten das Felsenkliff zwischen 1957 und 1958. Sie benannten es nach einer geologischen Verwerfung inmitten des Kliffs.